# Districtul Melnik (1913)
Districtul Melnik a fost o unitate administrativ-teritorială din Bulgaria care a existat din 1913 până în 1925.
Districtul a fost înființat la 7 septembrie 1913 printr-un ordin al Ministerului Afacerilor Interne și Sănătății Publice, ca parte a districtului Strumița nou creat, după ce Strumița a devenit parte a Bulgariei în baza Tratatului de la București care a pus capăt celui de-Al Doilea Război Balcanic. Centrul regional a fost orașul Melnik, care a suferit foarte mult în timpul războaielor și aproape întreaga sa populație a emigrat.
După pierderea Districtului Strumica în fața Regatului Sârbilor, Croaților și Slovenilor în 1919, districtul Melnik a fost anexat noului district Petrici. În 1925, odată cu legea cu privire la modificarea Diviziunii Administrative a Teritoriului Bulgariei, centrul districtului a fost mutat în Sveti Vraci și a fost redenumit districtul Sveti Vraci.